# Sepolture illustri del Cimitero Monumentale di Milano

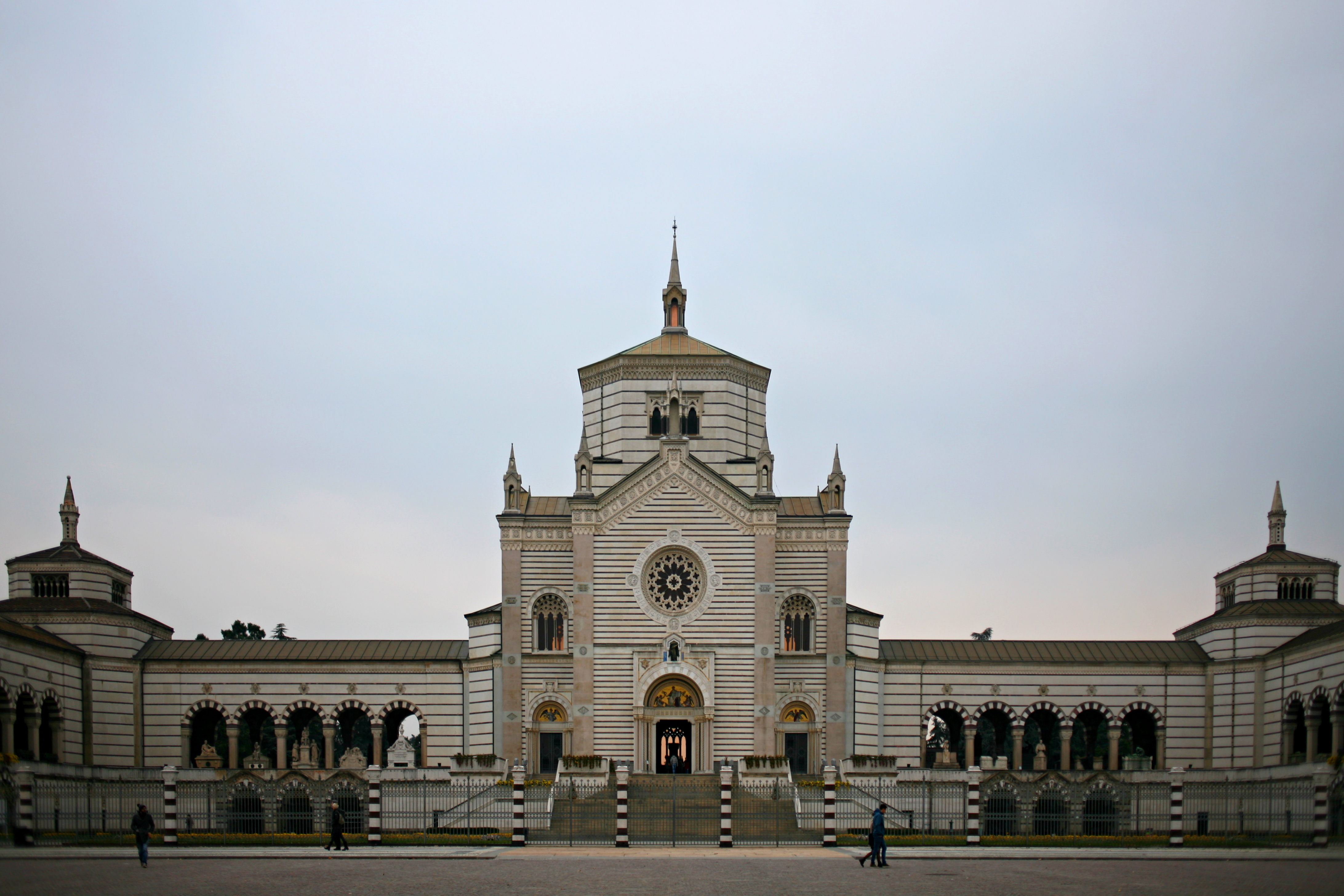
L'ingresso del Monumentale

Il cimitero monumentale di Milano è noto per ospitare un gran numero di sepolture illustri, che lo popolano fin dalla data della sua benedizione inaugurale, il 2 novembre, giorno della commemorazione dei defunti, del 1866, e dalla data della sua apertura ufficiale, avvenuta il 1º gennaio 1867.

## Monumenti e sepolture
Al cimitero monumentale di Milano sono presenti i monumenti sepolcrali di note famiglie della grande borghesia industriale milanese, tra cui quello della famiglia Falck, quello della famiglia di Ferdinando Bocconi - fondatore dell'università dedicata al figlio primogenito disperso nel 1896 nella Battaglia di Adua e proprietario dei grandi magazzini omonimi poi divenuti la Rinascente, fondata da Senatore Borletti, a sua volta titolare di una maestosa edicola -, quelli delle famiglie Campari, Bracco - industriali farmaceutici -, Brambilla - fondatori delle industrie chimiche e cotoniere omonime -, e quello della famiglia di Giovanni Treccani, industriale tessile e fondatore della Enciclopedia Italiana.
Fra i monumenti spiccano un gran numero opera di grandi architetti e scultori, luogo di riposo di eminenti cittadini, di ricchi industriali, di personalità del mondo dell'arte, della filosofia, della politica e della religione. A ragione delle architetture presenti al Monumentale, si può ben definire questo cimitero come un museo a cielo aperto.
Sul piazzale che si apre oltre il famedio, sulla destra appare la sagoma massiccia del Civico Mausoleo Palanti, opera dell'architetto Mario Palanti, completata nel 1928: è una ex edicola privata ora destinata ad ospitare defunti milanesi non abbastanza celebri per l'ammissione al Famedio, ma rappresentativi per meriti avuti in vita.
Un monumento commemorativo dei circa ottocento milanesi uccisi nei campi di concentramento nazisti è collocato nella parte centrale del piazzale ed è opera del gruppo BBPR, formato da importanti esponenti dell'architettura razionalista italiana; uno di essi, Gian Luigi Banfi, morì nel lager di Gusen nel 1945.
Sulla parete destra esterna dell'Ossario Centrale vi è invece la celebre scritta-cenotafio a ricordo di Carl Thomas Mozart, figlio del compositore Wolfgang Amadeus Mozart nonché funzionario di contabilità presso il comune di Milano, i cui resti sono andati dispersi durante le traslazioni dal dismesso cimitero della Mojazza.
Oltre al famedio, alla sua cripta, e al Civico Mausoleo Palanti, nel cimitero monumentale vi sono altri due luoghi dedicati alla tumulazione di persone illustri: il Civico Mausoleo Garbin (altra ex edicola privata, dotata però soltanto di piccoli loculi) e la Nicchia D dell'Edicola F di Levante Superiore, zona porticata anch'essa composta da piccoli loculi e, distaccata, dalla colonna che ospita le ceneri di Enzo Tortora, e diversi altri personaggi, come Renzo Palmer.

## I nomi
Quello che segue è un elenco di alcuni degli illustri, eminenti o famosi cittadini tumulati o sepolti al Monumentale di Milano:
| Nome                                     |  | Anno di nascita | Anno di morte | Nazionalità                       | Fama |
| ---------------------------------------- |  | --------------- | ------------- | --------------------------------- | --- |
| Cele Abba                                |  | 1906            | 1992          | Italia                            | attrice |
| Giuseppe Adami                           |  | 1878            | 1946          | Italia                            | giornalista, scrittore, commediografo, librettista, biografo di Giacomo Puccini e altri; suo e di Renato Simoni il libretto della Turandot. |
| Giuseppe Alberganti                      |  | 1898            | 1980          | Italia                            | operaio, ferroviere, partigiano in Francia, Spagna e Italia; politico, segretario della Camera del Lavoro di Milano; deputato membro della Consulta Nazionale e dell'Assemblea Costituente. |
| Mario Alborghetti                        |  | 1928            | 1955          | Italia                            | pilota automobilistico per la Arzani-Volpini. |
| Alberto Alemagna                         |  | 1924            | 1995          | Italia                            | imprenditore dolciario e degli Autogrill Alemagna. |
| Emilio Alemagna                          |  |                 | 1986          | Italia                            | pasticciere, poi responsabile amministrativo dell'azienda; iscritto al Famedio. |
| Gioacchino Alemagna                      |  | 1892            | 1974          | Italia                            | pasticciere e imprenditore dolciario, creatore del Panettone Alemagna; iscritto al Famedio. |
| Dino Alfieri                             |  | 1886            | 1966          | Italia                            | giornalista, attivista, militare, Medaglia d'argento al Valor Militare; avvocato, politico, consigliere comunale, assessore, deputato del Regno, diplomatico. |
| Solone Ambrosoli                         |  | 1851            | 1906          | Italia                            | collezionista di monete e numismatico; poeta, storico, scrittore di viaggi e traduttore; "conservatore" del Real Gabinetto Numismatico di Brera, fonda e dirige la Rivista italiana di numismatica, direttore della Società numismatica italiana, della quale è primo direttore.                                                |
| Alberto Amman                            |  | 1847            | 1896          | Italia                            | imprenditore. |
| Aldo Aniasi                              |  | 1921            | 2005          | Italia                            | partigiano e politico; sindaco di Milano; deputato della Repubblica, poi Ministro della Sanità, a lui si deve l'istituzione del Servizio sanitario nazionale gratuito e uguale per tutti; ceneri tumulate nella cripta del Famedio.                                                                                             |
| Antonio Angeleri                         |  | 1801            | 1880          | Italia                            | pianista, didattico musicale, docente di pianoforte e direttore del Conservatorio di Milano; presiede la commissione che esamina e respinge Giuseppe Verdi all'ammissione, lui in particolare lo giudica male; il conservatorio si chiama ora Conservatorio Giuseppe Verdi.                                                     |
| Franco Angeli                            |  | 1930            | 2007          | Italia                            | editore. |
| Gaby Angelini                            |  | 1911            | 1932          | Italia                            | aviatrice. |
| Daniele Angeloni                         |  | 1875            | 1957          | Italia                            | calciatore, dirigente sportivo e allenatore, fra i fondatori del Milan. |
| Francesco Angeloni                       |  | 1877            | 1959          | Italia                            | calciatore e dirigente sportivo, fra i fondatori del Milan. |
| Cletto Arrighi                           |  | 1828            | 1906          | Italia                            | giornalista, commediografo, scrittore, deputato del Regno; coniatore del termine Scapigliatura e tra i suoi massimi esponenti. |
| Alberto Ascari                           |  | 1918            | 1955          | Italia                            | pilota motociclistico e poi automobilistico, due volte campione del mondo di Formula 1 con la Ferrari. |
| Antonio Ascari                           |  | 1888            | 1925          | Italia                            | meccanico, collaudatore e pilota automobilistico per l'Alfa Romeo. |
| Gae Aulenti                              |  | 1927            | 2012          | Italia                            | architetta, designer |
| Augusto Gaetano Avanzini                 |  | 1896            | 1979          | Italia                            | calciatore del Milan. Detto "Nino", fu una firma importante per il calcio milanese su La Gazzetta dello Sport. |
| Vito Baccarini                           |  | 1890            | 1950          | Italia                            | cestista campione d'italia nel 1923 con l'Internazionale, successivamente dirigente della stessa società cestistica. Commendatore del Regno d'Italia. |
| Decio Bacchi                             |  | 1876            | 1935          | Italia                            | sindacalista, attivista, politico. |
| Giovanni Baggi                           |  | 1881            | 1929          | Italia                            | ebanista, orologiaio e attivista anarchico. |
| Giancarlo Baghetti                       |  | 1934            | 1995          | Italia                            | pilota automobilistico e giornalista. |
| Enzo Baldoni                             |  | 1948            | 2004          | Italia                            | giornalista e blogger. |
| Giuseppe Balzaretto                      |  | 1801            | 1874          | Italia                            | architetto, specializzato in giardini; iscritto al Famedio. |
| Luigi Barbiano di Belgioioso             |  | 1803            | 1885          | Italia                            | consigliere comunale, assessore, direttore dell'Orfanotrofio delle Stelline, podestà di Milano. |
| Luigi Barbieri                           |  | 1887            | 1931          | Italia                            | calciatore, portiere del Milan e costruttore edile. |
| Tiziano Barbieri Torriani                |  | 1938            | 1994          | Italia                            | editore, proprietario di Sperling & Kupfer e Frassinelli, pioniere della diffusione di best seller americani. |
| Donato Barcaglia                         |  | 1849            | 1930          | Italia                            | pittore e scultore. |
| Giovanni Battista Barinetti              |  | 1849            | 1942          | Italia                            | patriota, avvocato, filantropo; membro del consiglio di amministrazione dell'Università Bocconi, presidente della Canottieri Olona; sindaco di Milano; presidente onorario dell'Esposizione Internazionale di Milano del 1906.                                                                                                  |
| Francesco Barzaghi                       |  | 1839            | 1892          | Italia                            | scultore. |
| Luigi Barzini senior(1874-1947)          |  | 1874            | 1947          | Italia                            | giornalista e scrittore |
| Luigi Barzini junior(1908-1984)          |  | 1908            | 1984          | Italia                            | giornalista e politico |
| Gabriele Basilico                        |  | 1944            | 2013          | Italia                            | fotografo. |
| Lelio Basso                              |  | 1903            | 1978          | Italia                            | avvocato, giornalista, partigiano, politico; membro dell'Assemblea Costituente, deputato e senatore della Repubblica. |
| Ernesto Bazzaro                          |  | 1859            | 1937          | Italia                            | scultore. |
| Carlo Bazzi                              |  | 1883            | 1916          | Italia                            | militare e patriota, Medaglia d'oro al valor militare alla memoria. |
| Giulio Bellinzaghi                       |  | 1818            | 1892          | Italia                            | impiegato di banca e poi banchiere privato; politico, sindaco di Cernobbio; consigliere comunale e provinciale di Milano, sindaco di Milano; senatore del Regno. |
| Amerigo Belloni                          |  |                 | 1976          | Italia                            | ingegnere municipale, collabora alla ricostruzione dell'Università degli Studi di Milano distrutta dalla guerra; sul suo progetto della rete di linee si inizia a costruire la Metropolitana Milanese. |
| Giorgio Belloni                          |  | 1861            | 1944          | Italia                            | pittore. |
| Luca Beltrami                            |  | 1854            | 1933          | Italia                            | architetto e storico d'arte; una delle sette personalità ad essere tumulate nel Famedio. |
| Luigi Berlusconi                         |  | 1908            | 1989          | Italia                            | impiegato e poi banchiere nella Banca Rasini, tumulato nel Civico Mausoleo Palanti. |
| Enrico Bernardi                          |  | 1838            | 1900          | Italia                            | compositore e direttore d'orchestra. |
| Isabella De Bernardi                     |  | 1963            | 2021          | Italia                            | attrice. |
| Antonio Bernocchi                        |  | 1859            | 1930          | Italia                            | imprenditore tessile, politico, filantropo e mecenate, senatore del Regno d'Italia. |
| Agostino Bertani                         |  | 1812            | 1886          | Italia                            | medico chirurgo, patriota, politico, imprenditore di concimi, deputato del Regno, massone; iscritto al Famedio. |
| Achille Bertarelli                       |  | 1863            | 1938          | Italia                            | imprenditore di candele e arredi sacri; ciclista, è uno dei soci fondatori del Touring Club Italiano; cofondatore della Società Bibliografica Italiana; dona la sua collezione alla città di Milano, che istituisce la Civica raccolta delle stampe Achille Bertarelli; iscritto al Famedio.                                    |
| Luigi Vittorio Bertarelli                |  | 1859            | 1926          | Italia                            | fratello di Achille Bertarelli; consigliere comunale, esploratore, speleologo, geografo, cartografo, storico, scrittore di guide, manuali e saggi. |
| Giovanni Bertini                         |  | 1799            | 1849          | Regno Lombardo-Veneto             | pittore di vetrate, dipinge le vetrate del Duomo di Milano, ossa esumate tumulate nella Cripta del Famedio. |
| Giulio Bertola                           |  | 1921            | 2008          | Italia                            | direttore d’orchestra e di coro. |
| Nerina Bertolini                         |  | 1912            | 2005          | Italia                            | cestista, campionessa d'Europa. |
| Gaetano Besia                            |  | 1791            | 1871          | Italia                            | architetto. |
| Nino Besozzi                             |  | 1901            | 1971          | Italia                            | attore. |
| Carlo Bestetti                           |  | 1934            | 1987          | Italia                            | collezionista ed editore d'arte. |
| Emilio Bestetti                          |  | 1870            | 1954          | Italia                            | editore d'arte, cofondatore con Calogero Tumminelli della Casa Editrice d'Arte Bestetti e Tumminelli, e fondatore della Bestetti Edizioni d'Arte. |
| Franco Bettinelli                        |  | 1909            | 1995          | Italia                            | calciatore dello Sport Iris Milan, direttore della Cassa Edile di Mutualità ed Assistenza del Comune di Milano, premiato con un Ambrogino d'oro nel 1966; responsabile del gruppo sportivo della Diocesi di Milano; iscritto al Famedio.                                                                                        |
| Carlo Bianchi                            |  | 1912            | 1944          | Italia                            | ingegnere, filantropo e partigiano. |
| Edoardo Bianchi                          |  | 1865            | 1946          | Italia                            | meccanico e imprenditore, creatore della bicicletta moderna. |
| Luigi Bianchi                            |  | 1885            | 1976          | Italia                            | calciatore, avvocato e dirigente sportivo del Milan. |
| Remo Bianco                              |  | 1922            | 1988          | Italia                            | pittore e scultore. |
| Elvira Leonardi Bouyeure                 |  | 1906            | 1999          | Italia                            | sarta e stilista; iscritta al Famedio. |
| Giovanni Bindi                           |  |                 | 1926          | Italia                            | commerciante e ristoratore, fondatore del ristorante Giannino. |
| Bernardino Biondelli                     |  | 1804            | 1886          | Italia                            | matematico, linguista e numismatico, conservatore del Real Gabinetto Numismatico di Brera. |
| Biri (Ornella Ferrari)                   |  | 1909            | 1983          | Italia                            | giornalista, pianista e paroliera. |
| Renato Birolli                           |  | 1905            | 1959          | Italia                            | pittore. |
| Giuseppe Bisi                            |  | 1787            | 1869          | Italia                            | pittore. |
| Luigi Bisi                               |  | 1814            | 1886          | Italia                            | pittore. |
| Michele Bisi                             |  | 1788            | 1874          | Italia                            | incisore e pittore. |
| Ferdinando Bocconi                       |  | 1836            | 1908          | Italia                            | commerciante, imprenditore, senatore del Regno, fondatore dell'Università Bocconi; iscritto al Famedio. |
| Arrigo Boito                             |  | 1842            | 1918          | Italia                            | compositore e librettista, direttore onorario del Conservatorio di Parma. |
| Camillo Boito                            |  | 1836            | 1914          | Italia                            | architetto e scrittore, presidente dell'Accademia di belle arti di Brera, fra i massimi esponenti della Scapigliatura. |
| Ferruccio Bolchini                       |  | 1875            | 1931          | Italia                            | avvocato e giurista; rettore dell'Università Bocconi. |
| Sergio Bonelli                           |  | 1932            | 2011          | Italia                            | fumettista ed editore. |
| Tea Bonelli                              |  | 1911            | 1999          | Italia                            | fumettista, direttrice editoriale ed editrice. |
| Orsino Bongi                             |  | 1875            | 1921          | Italia                            | architetto. |
| Aroldo Bonzagni                          |  | 1887            | 1918          | Italia                            | pittore, cartellonista, vignettista, caricaturista. |
| Carlo Borghi                             |  | 1851            | 1883          | Italia                            | poeta, scrittore e giornalista, critico e collezionista d'arte, umorista; cofondatore, coi fratelli Giovanni Pozza e Francesco Pozza, del Guerin Meschino; esponente della Scapigliatura. |
| Leonardo Borgese                         |  | 1904            | 1986          | Italia                            | pittore, critico d'arte, partigiano e scrittore; vincitore del Premio Bagutta. |
| Romualdo Borletti                        |  | 1847            | 1901          | Italia                            | imprenditore nel tessile e nell'orologeria. |
| Senatore Borletti                        |  | 1880            | 1939          | Italia                            | imprenditore in vari settori, banchiere, fondatore de la Rinascente, proprietario e presidente dell'Inter, senatore del Regno; iscritto al Famedio. |
| Pasquale Borri                           |  | 1820            | 1884          | Italia                            | ballerino e coreografo, primo ballerino del Teatro alla Scala. |
| Giovanni Battista Bossi                  |  | 1864            | 1924          | Italia                            | architetto. |
| Alfredo Bracchi                          |  | 1897            | 1976          | Italia                            | paroliere, commediografo, regista teatrale e sceneggiatore cinematografico, tumulato nel Civico Mausoleo Palanti. |
| Elio Bracco                              |  | 1884            | 1961          | Italia                            | patriota, diplomatico, dirigente aziendale e imprenditore farmaceutico. |
| Fulvio Bracco                            |  | 1909            | 2007          | Italia                            | chimico, farmacologo e imprenditore farmaceutico; vicepresidente di Confindustria; iscritto al Famedio. |
| Onorina Brambilla                        |  | 1923            | 2011          | Italia                            | impiegata, partigiana, sindacalista, attivista, barista; ceneri tumulate nella Cripta del Famedio assieme a quelle del marito Giovanni Pesce. |
| Gino Bramieri                            |  | 1928            | 1996          | Italia                            | attore, cantante, comico e presentatore televisivo; iscritto al Famedio. |
| Bernardino Branca                        |  | 1886            | 1957          | Italia                            | distillatore e imprenditore. |
| Cesare Breveglieri                       |  | 1902            | 1948          | Italia                            | pittore, ossa esumate tumulate nel Civico Mausoleo Garbin. |
| Italo Briano                             |  | 1901            | 1985          | Italia                            | ferroviere, capostazione, editore, giornalista, collezionista e diffusore del fermodellismo. |
| Renato Briano                            |  | 1933            | 1980          | Italia                            | direttore del personale alla Ercole Marelli di Sesto San Giovanni, vittima di omicidio negli anni di piombo. |
| Francesco Brioschi                       |  | 1824            | 1897          | Italia                            | ingegnere, patriota, matematico, scienziato ed economista; rettore dell'Università di Pavia e del Regio Istituto Tecnico Superiore; politico, deputato e senatore del Regno; presidente dell'Accademia Nazionale dei Lincei; iscritto al Famedio.                                                                               |
| Remo Brioschi                            |  | 1911            | 1991          | Italia                            | scultore, autore del monumento alle piccole vittime della Strage di Gorla di Milano. |
| Luigi Broggi                             |  | 1851            | 1926          | Italia                            | architetto. |
| Ersilia Bronzini Majno                   |  | 1859            | 1933          | Italia                            | filantropa, mecenate e femminista, cofondatrice col marito Luigi Majno dell'Asilo Mariuccia; iscritta al Famedio. |
| Franco Brusati                           |  | 1922            | 1993          | Italia                            | giornalista, sceneggiatore, regista e commediografo. |
| Umberto Brustio                          |  | 1878            | 1972          | Italia                            | imprenditore e dirigente di aziende (su tutte la Dell'Acqua e la Rinascente); creatore della UPIM. |
| Paolo Buzzi                              |  | 1874            | 1956          | Italia                            | commediografo, librettista, giornalista, poeta e scrittore, fra i massimi esponenti del Futurismo. |
| Vittore Buzzi                            |  | 1894            | 1985          | Italia                            | commerciante e poi imprenditore dolciario; studioso di toponomastica milanese e filantropo; finanzia la costruzione dell'ospedale dei bambini Vittore Buzzi; iscritto al Famedio. |
| Giuseppe Cabassi                         |  | 1929            | 1992          | Italia                            | imprenditore in molti settori, creatore di Milanofiori. |
| Benedetto Cacciatori                     |  | 1794            | 1871          | Italia                            | scultore. |
| Amero Cagnoni                            |  | 1853            | 1923          | Italia                            | pittore, illustratore e caricaturista. |
| Elettra Callery                          |  | 1861            | 1935          | Italia                            | soprano. |
| Giulio Campanati                         |  | 1923            | 2011          | Italia                            | imprenditore nei mosaici, arbitro di calcio e dirigente arbitrale internazionale; presidente dell'Associazione Italiana Arbitri; iscritto al Famedio. |
| Alfredo Campanini                        |  | 1873            | 1926          | Italia                            | architetto e imprenditore edile. |
| Davide Campari                           |  | 1867            | 1936          | Italia                            | distillatore e imprenditore; iscritto al Famedio. |
| Gaspare Campari                          |  | 1828            | 1882          | Italia                            | distillatore e imprenditore, creatore del bitter Campari. |
| Piero Campelli                           |  | 1893            | 1946          | Italia                            | calciatore, portiere dell'Inter e della Nazionale italiana. |
| Giannino Camperio                        |  | 1876            | 1913          | Italia                            | calciatore, dirigente sportivo e allenatore, fra i fondatori del Milan e parte della commissione tecnica della Nazionale italiana di calcio. |
| Candido Cannavò                          |  | 1930            | 2009          | Italia                            | atleta e giornalista sportivo, direttore de La Gazzetta dello Sport; tumulato nella cripta del Famedio. |
| Angelo Cappuccio                         |  | 1855            | 1918          | Italia                            | incisore e medaglista, capo dei medaglisti della Stefano Johnson. |
| Giorgio Caprotti                         |  | 1929            | 2015          | Italia                            | medico chirurgo, giornalista, scrittore, vignettista e dialettista milanese. |
| Filippo Carcano                          |  | 1840            | 1914          | Italia                            | pittore, caposcuola del Naturalismo lombardo. |
| Antonio Carminati                        |  | 1859            | 1908          | Italia                            | scultore. |
| Nicolò Carosio                           |  | 1907            | 1984          | Italia                            | giornalista, radiocronista e telecronista sportivo. |
| Luigi Carraro                            |  | 1907            | 1967          | Italia                            | dirigente sportivo, proprietario e presidente del Milan. |
| Giovanni Battista Carta                  |  | 1783            | 1871          | Italia                            | militare, correttore di bozze, traduttore, giornalista, storico, geografo e patriota; iscritto al Famedio. |
| Gianroberto Casaleggio                   |  | 1954            | 2016          | Italia                            | imprenditore, politico, fondatore del Movimento 5 Stelle |
| Gaetano Casati                           |  |                 | 1897          | Italia                            | medico chirurgo primario del Brefotrofio provinciale di Milano e filantropo verso l'Istituto dei Ciechi. |
| Raffaele Casnedi                         |  | 1822            | 1892          | Italia                            | pittore. |
| Giuseppe Caspani                         |  |                 | 1954          | Italia                            | imprenditore e tipografo, specializzato nella produzione di libri destinati ai bambini in occasione dei Sacramenti e delle guide del Touring Club Italiano. |
| Gino Cassinis                            |  | 1885            | 1964          | Italia                            | ingegnere topografico e geodetico, rettore del Politecnico; politico, sindaco di Milano. |
| Mario Castellani                         |  | 1906            | 1978          | Italia                            | attore. |
| Anna Castelli Ferrieri e Giulio Castelli |  | 1920            | 2006          | Italia                            | architetto, giornalista, arredatrice e designer; iscritta al Famedio/ ingegnere chimico, designer e imprenditore, fondatore di Kartell. |
| Alfredo Castelli                         |  | 1947            | 2024          | Italia                            | fumettista e critico letterario italiano. |
| Nicostrato Castellini                    |  | 1829            | 1866          | Italia                            | militare, patriota; la sua tomba, sovrastata da una scultura di Luigi Gilberto Buzzi, è la prima con aspetto monumentale del cimitero. |
| Achille Castiglioni                      |  | 1918            | 2002          | Italia                            | architetto e designer; iscritto al Famedio. |
| Ermenegildo Castiglioni                  |  | 1812            | 1896          | Italia                            | commerciante di coloniali e imprenditore; mazziniano, filantropo. |
| Eros Castiglioni                         |  |                 | 2000          | Italia                            | pugile, ladro e truffatore, uno della Banda di Via Osoppo. |
| Antenore Castoldi                        |  |                 | 1956          | Italia                            | libraio ed editore, fondatore con Ettore Baldini di Baldini&Castoldi. |
| Carlo Cataneo                            |  | 1930            | 2005          | Italia                            | attore e doppiatore. |
| Carlo Cattaneo                           |  | 1801            | 1869          | Italia                            | filosofo, patriota e politico; politologo liberale, laico e federalista; una delle sette personalità ad essere tumulate nel Famedio. |
| Enrico Cavacchioli                       |  | 1885            | 1954          | Italia                            | poeta, giornalista, commediografo, scrittore, librettista ed editore; direttore de L'Illustrazione Italiana e della Gazzetta di Parma; esponente del Futurismo. |
| Ludovico Cavaleri                        |  | 1867            | 1942          | Italia                            | pittore, incisore, professore. |
| Alberto Cavaliere                        |  | 1897            | 1967          | Italia                            | chimico, poeta umoristico, scrittore, giornalista, consigliere comunale, deputato della Repubblica. |
| Alik Cavaliere                           |  | 1926            | 1998          | Italia                            | scultore e artista, direttore dell'Accademia di Brera; iscritto al Famedio. |
| Ernesto Cavallini                        |  | 1807            | 1874          | Italia                            | virtuoso del clarinetto, concertista internazionale e compositore, primo clarinetto del Teatro alla Scala e della Cappella di Corte di San Pietroburgo. |
| Eugenio Cavallini                        |  | 1806            | 1881          | Italia                            | violinista, concertista, compositore, direttore d'orchestra; anche violista; primo violino al Teatro alla Scala. |
| Camilla Cederna                          |  | 1911            | 1997          | Italia                            | giornalista e scrittrice. |
| Giulio Cederna                           |  | 1876            | 1939          | Italia                            | calciatore, dirigente sportivo, chimico industriale e imprenditore tessile, fra i fondatori del Milan. |
| Gennaro Celli                            |  | 1829            | 1895          | Italia                            | magistrato e giurista. |
| Renato Cepparo                           |  | 1916            | 2007          | Italia                            | tecnico radio, radiotelegrafista militare, imprenditore audiovisivo, esploratore, giornalista, scrittore; ideatore della Stramilano; tumulato nella Cripta del Famedio. |
| Paolo Cesa Bianchi                       |  | 1840            | 1919          | Italia                            | architetto. |
| Walter Chiari                            |  | 1924            | 1991          | Italia                            | attore, presentatore televisivo e comico, tumulato nel Civico Mausoleo Palanti. |
| Eugenio Chiesa                           |  | 1863            | 1930          | Italia                            | commerciante, attivista, giornalista, politico, fra i fondatori del Partito Repubblicano Italiano. |
| Cesare Chiodi                            |  | 1885            | 1969          | Italia                            | ingegnere civile e urbanista, assessore all'edilizia. |
| Celeste Clericetti                       |  | 1835            | 1887          | Italia                            | ingegnere, lavora alle tecniche di cremazione e progetta con Giuseppe Polli il primo forno crematorio del cimitero e d'Italia. |
| Attilio Colombo                          |  | 1887            | 1961          | Italia                            | calciatore e allenatore del Milan. |
| Giuseppe Colombo                         |  | 1836            | 1921          | Italia                            | ingegnere meccanico industriale e imprenditore, creatore dell'azienda elettrica Edison; senatore del Regno; iscritto al Famedio. |
| Joe Colombo                              |  | 1930            | 1971          | Italia                            | pittore, scultore e designer. |
| Eugenio Colorni                          |  | 1909            | 1944          | Italia                            | filosofo, attivista, partigiano; partecipa alla stesura del Manifesto di Ventotene; Medaglia d'oro al valor militare alla memoria. |
| Luca Comerio                             |  | 1878            | 1940          | Italia                            | operatore cinematografico, regista, documentarista e produttore, pioniere del cinema. |
| Luigi Conconi                            |  | 1852            | 1917          | Italia                            | pittore e architetto fra i massimi esponenti della Scapigliatura. |
| Pasquale Corbetta                        |  |                 | 1895          | Italia                            | ballerino. |
| Franco Corelli                           |  | 1921            | 2003          | Italia                            | tenore. |
| Raffaele Cormio                          |  | 1883            | 1952          | Italia                            | tecnico, botanico e soprintendente, istitutore della Siloteca Cormio, la prima xiloteca al mondo. |
| Raffaele Cormio                          |  | 1941            | 1981          | Italia                            | fumettista. |
| Cherubino Cornienti                      |  | 1816            | 1860          | Regno di Sardegna                 | pittore. |
| Valentina Cortese                        |  | 1923            | 2019          | Italia                            | attrice. |
| Cesare Correnti                          |  | 1815            | 1888          | Italia                            | funzionario e amministratore, giornalista, patriota, politico, deputato e senatore del Regno d'Italia; tumulato nella cripta del Famedio. |
| Adolfo Covi                              |  | 1932            | 1959          | Italia                            | tennista e pilota motociclistico. |
| Ettore Cozzani                           |  | 1884            | 1971          | Italia                            | poeta, scrittore e giornalista. |
| Tranquillo Cremona                       |  | 1837            | 1878          | Italia                            | pittore, fra i massimi esponenti della Scapigliatura. |
| Guido Crepax                             |  | 1933            | 2003          | Italia                            | fumettista e illustratore, tumulato nella cripta del Famedio. |
| Roberto Crippa                           |  | 1921            | 1972          | Italia                            | artista e aviatore. |
| Rino Crivelli                            |  | 1924            | 2013          | Italia                            | ingegnere, pittore e scultore; ceneri tumulate nel Civico mausoleo Garbin. |
| Brancaleone Cugusi                       |  | 1903            | 1942          | Italia                            | pittore. |
| Giovanni D'Anzi                          |  | 1906            | 1974          | Italia                            | cantante, musicista e autore di O mia bela Madunina; tumulato nel Civico Mausoleo Palanti. |
| Philippe Daverio                         |  | 1949            | 2020          | Francia                           | storico dell’arte, personaggio televisivo. |
| Sebastiano De Albertis                   |  | 1828            | 1897          | Italia                            | patriota, garibaldino e pittore soprattutto di scene militari. |
| Carlo De Cristoforis                     |  | 1824            | 1859          | Regno Lombardo-Veneto             | patriota e stratega militare; iscritto al Famedio. |
| Malachia De Cristoforis                  |  | 1832            | 1915          | Italia                            | patriota, garibaldino, medico, politico, deputato e senatore del Regno; presidente della Società per la cremazione; Medaglia d'argento al valor militare. |
| Giuseppe de Finetti                      |  | 1892            | 1952          | Italia                            | architetto; iscritto al Famedio. |
| Dario Del Corno                          |  | 1933            | 2010          | Italia                            | regista, giornalista, traduttore e librettista. |
| Leonardo Del Vecchio                     |  | 1935            | 2022          | Italia                            | imprenditore, fondatore e presidente di Luxottica. |
| Enrico dell'Acqua                        |  | 1851            | 1910          | Italia                            | commerciante e imprenditore tessile in Argentina. |
| Carlo Dell'Avalle                        |  | 1861            | 1917          | Italia                            | tipografo, giornalista e sindacalista, segretario del Partito dei Lavoratori Italiani, che diverrà poi Partito Socialista Italiano. |
| Silvia Dell'Orso                         |  | 1956            | 2009          | Italia                            | giornalista, saggista, storica dell'arte |
| Ambrogio De Marchi Gherini               |  | 1804            | 1889          | Italia                            | medico chirurgo, pioniere dell'anestesia, cura la gamba ferita di Giuseppe Garibaldi; medico personale di Alessandro Manzoni; iscritto al Famedio. |
| Claudio Dematté                          |  | 1942            | 2004          | Italia                            | economista e dirigente d'azienda, presidente della Rai e delle Ferrovie dello Stato; iscritto al Famedio. |
| Ettore De Medici                         |  |                 | 1928          | Italia                            | con i cugini Giacomo e Luigi diviene imprenditore dando vita alla S.A.F.F.A.. |
| Giacomo De Medici                        |  |                 | 1908          | Italia                            | imprenditore di fiammiferi. |
| Luigi De Medici                          |  |                 | 1920          | Italia                            | imprenditore di fiammiferi a Torino. |
| Alighiero De Micheli                     |  | 1904            | 1995          | Italia                            | imprenditore di tessuti elastici, dirigente di aziende e banchiere; presidente di Assolombarda e Confindustria; presidente della Pinacoteca di Brera e del Museo Poldi Pezzoli. |
| Domenico De Ponti.                       |  | 1837            | 1916          | Italia                            | imprenditore tessile, sindaco di Crescenzago, filantropo. |
| Giuseppina De Ponti.                     |  | 1881            | 1982          | Italia                            | insegnante di lingua italiana in Inghilterra, commerciante e imprenditrice tessile; è la prima donna a Milano ad ottenere la patente di guida; giornalista e reporter di viaggi, filantropa. |
| Antonio De Zolt                          |  | 1847            | 1926          | Italia                            | matematico, suo il postulato di De Zolt. |
| Francesco Didioni                        |  | 1839            | 1895          | Italia                            | pittore. |
| Angelo Donati                            |  | 1847            | 1897          | Italia                            | garibaldino e banchiere privato. |
| Augusto Donati                           |  | 1851            | 1903          | Italia                            | avvocato, presidente del consiglio direttivo degli orfanotrofi Martinitt e Stelline e del Pio Albergo Trivulzio. |
| Lazzaro Donati                           |  | 1845            | 1932          | Italia                            | banchiere. |
| Enrico du Chêne de Vère                  |  |                 | 1976          | Italia                            | calciatore, fra i fondatori dell'Inter. |
| Fernand du Chêne de Vère                 |  |                 | 1943          | Francia / Italia                  | pionieristico imprenditore della pubblicità sui tram, collezionista d'arte e mecenate di Antonio Mancini. |
| Marcello Dudovich                        |  | 1878            | 1962          | Italia                            | pittore, illustratore, cartellonista e grafico. |
| Carlo Erba                               |  | 1811            | 1888          | Italia                            | farmacista e imprenditore farmaceutico. |
| Carlo Esterle                            |  | 1853            | 1918          | Italia                            | ingegnere civile e dirigente di aziende, rinnovatore della Edison, senatore del Regno. |
| Franco Faccio                            |  | 1840            | 1891          | Italia                            | compositore, direttore d'orchestra, direttore del Conservatorio di Parma; ossa esumate tumulate nella cripta del Famedio. |
| Salvatore Farina                         |  | 1846            | 1918          | Italia                            | scrittore, traduttore e adattatore; giornalista, drammaturgo e librettista. |
| Carlo Feltrinelli                        |  | 1881            | 1935          | Italia                            | dirigente d'azienda e banchiere. |
| Giangiacomo Feltrinelli                  |  | 1926            | 1972          | Italia                            | partigiano, editore e attivista - fondatore di Giangiacomo Feltrinelli Editore. |
| Giuseppe Ferrari                         |  | 1811            | 1876          | Italia                            | filosofo, storico, politologo e politico, deputato e senatore del Regno; assieme a Guglielmo Pepe è il primo a parlare di neoguelfismo; tumulato nella cripta del Famedio. |
| Virgilio Ferrari                         |  | 1888            | 1975          | Italia                            | medico tisiologo e politico; consigliere comunale, assessore all'igiene, sindaco di Milano, deputato della Repubblica; tumulato nel Civico Mausoleo Palanti. |
| Romolo Ferrario                          |  | 1893            | 1973          | Italia                            | calciatore, bomber del Milan. |
| Edoardo Ferravilla                       |  | 1846            | 1915          | Italia                            | principale attore e commediografo della tradizione milanese. |
| Angelo Filippetti                        |  | 1866            | 1936          | Italia                            | studioso di esperanto e politico; consigliere comunale, assessore alla beneficenza, sindaco di Milano; ossa esumate tumulate nella cripta del Famedio. |
| Filippo Filippi                          |  | 1830            | 1887          | Italia                            | giornalista, critico musicale e compositore, esponente della Scapigliatura. |
| Aldo Finzi                               |  | 1897            | 1945          | Italia                            | compositore. |
| Dario Fo                                 |  | 1926            | 2016          | Italia                            | Premio Nobel per la letteratura, tumulato nella cripta del Famedio. |
| Ambrogio Fogar                           |  | 1941            | 2005          | Italia                            | esploratore e navigatore, reporter, scrittore e conduttore televisivo; ceneri tumulate nella cripta del Famedio. |
| Ciro Fontana                             |  | 1917            | 1986          | Italia                            | segretario dei Sindaci di Milano, commediografo, librettista, traduttore di opere teatrali e poeta dialettale milanese; tumulato nel Civico Mausoleo Palanti. |
| Carlo Forlanini                          |  | 1847            | 1918          | Italia                            | medico, ricercatore e inventore di apparecchi medici, candidato due volte al Premio Nobel per la medicina, una delle sette personalità ad essere tumulate nel Famedio; iscritto al Famedio. |
| Enrico Forlanini                         |  | 1848            | 1930          | Italia                            | ingegnere industriale e pioniere dei mezzi di trasporto, inventore dell'aliscafo. |
| Marco Formentini                         |  | 1811            | 1883          | Italia                            | economista, storico e patriota. |
| Marco Formentini                         |  | 1930            | 2021          | Italia                            | politico, funzionario, sindaco di Milano; iscritto al famedio. |
| Cia Fornaroli                            |  | 1888            | 1954          | Italia                            | ballerina e coreografa, prima ballerina al Metropolitan di New York e al Teatro alla Scala, e direttrice della Scuola di ballo del Teatro alla Scala, tumulata nell'Edicola Toscanini. |
| Arnaldo Fraccaroli                       |  | 1882            | 1956          | Italia                            | giornalista del Corriere della Sera, scrittore, commediografo,sceneggiatore, biografo di Giacomo Puccini nonché inventore dell'espressione «dolce vita». |
| Carla Fracci                             |  | 1936            | 2021          | Italia                            | ballerina, coreografa e prima donna ad essere sepolta nel famedio; iscritta al famedio. |
| Remo Franceschelli                       |  | 1910            | 1992          | Italia                            | avvocato, giurista e partigiano. |
| Ivanoe Fraizzoli                         |  | 1916            | 1999          | Italia                            | imprenditore tessile, dirigente sportivo, proprietario e presidente dell'Inter. |
| Maria Freschi                            |  | 1881            | 1947          | Italia                            | giornalista, poetessa e scrittrice. |
| Gianfranco Funari                        |  | 1932            | 2008          | Italia                            | showman, attore, giornalista e conduttore televisivo. |
| Bassano Gabba                            |  | 1844            | 1928          | Italia                            | avvocato penalista, giurista e politico; consigliere comunale e provinciale, assessore comunale all'istruzione secondaria e superiore; deputato, sottosegretario al Ministero dei Lavori Pubblici; sindaco di Milano; senatore del Regno,                                                                                       |
| Melchiade Gabba                          |  | 1798            | 1878          | Italia                            | letterato |
| Giorgio Gaber                            |  | 1939            | 2003          | Italia                            | cantautore e attore, tumulato nella cripta del Famedio. |
| Giuseppe Gadda                           |  | 1872            | 1928          | Italia                            | ingegnere industriale e imprenditore, produttore di macchinari e impianti elettrici |
| Dante Gallani                            |  | 1878            | 1936          | Italia                            | medico, attivista e sindacalista di braccianti agricoli; politico, deputato del Regno |
| Angelo Galli                             |  | 1883            | 1906          | Italia                            | attivista anarchico ucciso accoltellato dal custode della fabbrica davanti alla quale intercettava i crumiri. |
| Dina Galli                               |  | 1877            | 1951          | Italia                            | attrice. |
| Giuseppe Gallignani                      |  | 1851            | 1923          | Italia                            | organista, direttore d’orchestra, maestro di cappella del Duomo, giornalista, critico musicale, compositore, Giuseppe Verdi lo fa nominare direttore del Conservatorio di Parma, poi diviene direttore del Conservatorio di Milano, che fa intitolare a Verdi.                                                                  |
| Lea Garofalo                             |  | 1974            | 2009          | Italia                            | testimone di giustizia, vittima della 'ndrangheta |
| Livio Garzanti                           |  | 1921            | 2015          | Italia                            | giornalista e scrittore, direttore de L'Illustrazione Italiana; segretario del padre Aldo Garzanti, poi dirigente e infine proprietario della casa editrice; filantropo. |
| Giorgio Gaslini                          |  | 1929            | 2014          | Italia                            | pianista jazz, concertsta e compositore, sue le musiche di Profondo rosso; tumulato nella cripta del Famedio. |
| Leopoldo Gasparotto                      |  | 1902            | 1944          | Italia                            | avvocato, alpinista e partigiano, Medaglia d'oro al valor militare alla memoria. |
| Arrigo Gattai                            |  | 1928            | 2012          | Italia                            | tennistavolista, avvocato civilista, dirigente sportivo; dirigente dell'Inter, presidente della FISI - Federazione Italiana Sport Invernali nel periodo delle vittorie della Valanga Azzurra, e presidente del CONI |
| Angelo Gatti                             |  | 1875            | 1948          | Italia                            | militare, giornalista, storico e tattico militare, scrittore, poeta, commediografo, librettista, direttore editoriale, massone |
| Carlo Gatti                              |  | 1876            | 1965          | Italia                            | compositore, critico musicale, giornalista, scrittore, biografo di Giuseppe Verdi, direttore editoriale, dirigente teatrale. |
| Silvio Gazzaniga                         |  | 1921            | 2016          | Italia                            | scultore e designer, creatore della Coppa del Mondo di calcio. |
| Giuseppe Gervasini                       |  | 1867            | 1941          | Italia                            | sacerdote, esperto di erbe medicinali con fama di taumaturgo. |
| Nella Giacomelli                         |  | 1873            | 1949          | Italia                            | anarchica, attivista, giornalista, sindacalista. |
| Umberto Giordano                         |  | 1867            | 1948          | Italia                            | compositore; iscritto al Famedio. |
| Cesare Girola                            |  | 1922            | 1996          | Italia                            | imprenditore edile di grandi opere, espande l'impresa del padre Umberto fino a farla divenire attiva in molte parti del mondo; dopo varie fusioni è presidente di Impregilo. |
| Umberto Girola                           |  | 1889            | 1940          | Italia                            | imprenditore edile di grandi opere, attivo in Italia e all'estero. |
| Germano Giuliani                         |  |                 | 1949          | Italia                            | farmacista, chimico e imprenditore farmaceutico, creatore dell'Amaro Giuliani. |
| Luigi Giussani                           |  | 1922            | 2005          | Italia                            | presbitero e teologo, fondatore di Comunione e Liberazione. |
| Emilio Gola                              |  | 1851            | 1923          | Italia                            | pittore. |
| Giuliano Gramigna                        |  | 1920            | 2006          | Italia                            | giornalista, critico letterario, scrittore, poeta, curatore, traduttore. |
| Ezio Granelli                            |  |                 | 1957          | Italia                            | rappresentante di prodotti medicinali, acquisisce la S.Pellegrino acque con il borgo termale di San Pellegrino Terme; compra il brevetto della magnesia e crea Magnesia S.Pellegrino; successivamente mette in commercio Aranciata S.Pellegrino, la prima aranciata, e il primo Chinotto; acquisisce Acqua Panna.               |
| Paolo Grassi                             |  | 1919            | 1981          | Italia                            | giornalista, regista e impresario teatrale, cofondatore con Giorgio Strehler e la moglie Nina Vinchi Grassi del Piccolo Teatro; poi sovrintendente del Teatro alla Scala e presidente della RAI; tumulato nella cripta del Famedio.                                                                                             |
| Emanuele Greppi                          |  | 1853            | 1931          | Italia                            | avvocato, storico, filantropo, politico, consigliere comunale, assessore alle finanze, assessore anziano e sindaco di Milano, deputato e senatore del Regno. |
| Giuseppe Greppi                          |  | 1819            | 1921          | Italia                            | diplomatico, segretario di legazione, Ministro plenipotenziario di prima classe e ambasciatore in varie città d'Europa; storico e senatore del Regno. |
| Marco Greppi                             |  | 1814            | 1868          | Italia                            | politico, assessore, patriota, senatore del Regno morto prima di entrare in carica. |
| Enrico Agostino Griffini                 |  | 1887            | 1952          | Italia                            | ingegnere industriale elettrotecnico e architetto. |
| Tommaso Grossi                           |  | 1790            | 1853          | Regno Lombardo-Veneto             | poeta e scrittore, segretario di Alessandro Manzoni; tumulato nella Cripta del Famedio; iscritto al Famedio. |
| Decio Guicciardi                         |  | 1870            | 1918          | Italia                            | classicista e commediografo dialettale milanese. |
| Emilio Guicciardi                        |  | 1896            | 1974          | Italia                            | avvocato, imprenditore agricolo, giornalista, sostituto procuratore della Repubblica e poeta dialettale milanese, tumulato nel Civico Mausoleo Palanti. |
| Francesco Hayez                          |  | 1791            | 1882          | Italia                            | pittore e presidente dell'Accademia di Brera; ossa tumulate in una delle grandi cellette della Cripta del Famedio, estumulate da un colombaro della medesima Cripta; iscritto al Famedio. |
| Ulrico Hoepli                            |  | 1847            | 1935          | Svizzera / Italia                 | libraio ed editore; iscritto al Famedio |
| Vladimir Horowitz                        |  | 1903            | 1989          | RSS Ucraina                       | pianista, concertista e compositore, tumulato nell'Edicola Toscanini. |
| Domenico Induno                          |  | 1815            | 1878          | Italia                            | pittore, ossa esumate tumulate nella Cripta del Famedio; iscritto al Famedio. |
| Gerolamo Induno                          |  | 1825            | 1890          | Italia                            | pittore e patriota, ossa esumate tumulate nella Cripta del Famedio; iscritto al Famedio. |
| Enzo Jannacci                            |  | 1935            | 2013          | Italia                            | medico, cantautore, cabarettista e attore della tradizione milanese; tumulato nella cripta del Famedio. |
| Otto Joel                                |  | 1856            | 1916          | Regno di Prussia / Italia         | banchiere, fondatore con Federico Weil della B.C.I. - Banca commerciale Italiana. |
| Cesare Johnson                           |  | 1914            | 2013          | Italia                            | chimico e imprenditore, studioso di medaglistica e attivista del settore; iscritto al Famedio. |
| Federico Johnson                         |  |                 | 1937          | Italia                            | imprenditore di medaglie, fra i fondatori della Società numismatica italiana, inizia la collezione medaglistica della famiglia. |
| Giacomo Johnson                          |  |                 | 1870          | Regno Unito / Italia              | imprenditore membro di una nota famiglia di Birmingham. |
| Stefano Johnson                          |  | 1813            | 1882          | Regno Unito / Italia              | imprenditore di medaglie, conferisce il nome all'azienda. |
| Velia Johnson Steiner                    |  | 1916            | 1978          | Austria / Italia                  | storica dell'arte e della medaglia, con il marito Cesare Johnson effettua il riordino e la catalogazione delle medaglie dei Musei del Castello Sforzesco; saggista e cataloghista. |
| Herbert Kilpin                           |  | 1870            | 1916          | Inghilterra ( Regno Unito)        | tecnico tessile e calciatore, ideatore, principale socio fondatore e primo allenatore del Milan; iscritto al Famedio. |
| Guglielmo Korner                         |  | 1839            | 1925          | Confederazione germanica / Italia | chimico e senatore del Regno. |
| Antonio Kramer                           |  | 1806            | 1853          | Regno Lombardo-Veneto             | chimico; iscritto al Famedio |
| Anna Kuliscioff                          |  | 1855            | 1925          | Russia / Italia                   | medico, attivista, giornalista, sindacalista e politica, tra i fondatori e principali esponenti del Partito Socialista Italiano; iscritta al Famedio. |
| Giovanni Antonio Labus                   |  | 1806            | 1857          | Regno Lombardo-Veneto             | scultore |
| Pietro Lana                              |  | 1889            | 1950          | Italia                            | calciatore del Milan, fra i fondatori dell'Inter, realizzatore del primo gol della storia della Nazionale italiana. |
| Alberto Lattuada                         |  | 1914            | 2005          | Italia                            | regista |
| Osvaldo Lazzati                          |  |                 | 1887          | Italia                            | massone, pionieristico promotore della cremazione. |
| Umberto Lilloni                          |  | 1898            | 1980          | Italia                            | pittore, esponente del Chiarismo lombardo. |
| Sebastiano Giuseppe Locati               |  | 1861            | 1939          | Italia                            | architetto. |
| Duilio Loi                               |  | 1929            | 2008          | Italia                            | pugile e sindacalista sportivo, tumulato nella cripta del Famedio. |
| Franco Loi                               |  | 1930            | 2021          | Italia                            | poeta, scrittore e saggista. |
| Elia Lombardini                          |  | 1794            | 1878          | Italia                            | ingegnere statale, ispettore aggiunto delle acque e direttore generale dei lavori pubblici in Lombardia; tumulato nella Cripta del Famedio; iscritto al Famedio. |
| Ricciotti Longhi                         |  |                 | 1942          | Italia                            | commerciante di rottami in ferro, anarchico e giornalista. |
| Emilio Longoni                           |  | 1859            | 1932          | Italia                            | pittore. |
| Francesco Lucca                          |  | 1802            | 1872          | Italia                            | clarinettista, copista di musica, tipografo e libraio musicale, editore musicale. |
| Gian Pietro Lucini                       |  | 1867            | 1914          | Italia                            | poeta e scrittore. |
| Giovanni Maccia                          |  |                 |               | Italia                            | benefattore, fondatore dell'Opera Pia Maccia, istituto per la cura di madri e gestanti in difficoltà, sepolto presso il monumento a Giovanni Maccia nella galleria ponente superiore. |
| Carlo Maciachini                         |  | 1818            | 1899          | Italia                            | architetto, progetta il cimitero; iscritto al Famedio. |
| Clara Maffei                             |  | 1814            | 1886          | Italia                            | patriota e mecenate, animatrice del Salotto Maffei, sede della cultura milanese e "cenacolo" del patriottismo e del Risorgimento italiano; iscritta al Famedio. |
| Catullo Maffioli                         |  | 1898            | 1989          | Italia                            | imprenditore e deputato membro dell'Assemblea Costituente. |
| Gian Antonio Maggi                       |  | 1856            | 1937          | Italia                            | fisico e matematico. |
| Gianni Magni                             |  | 1941            | 1992          | Italia                            | comico, cantante, attore, conduttore televisivo. |
| Luigi Majno                              |  | 1852            | 1915          | Italia                            | avvocato penalista, giurista, consigliere comunale, deputato del Regno, assessore all'istruzione e assessore anziano; mecenate, collabora alla fondazione della Società Umanitaria e successivamente ne diventa presidente, ed è cofondatore con la moglie Ersilia Majno dell'Asilo Mariuccia; rettore dell'Università Bocconi. |
| Cesare Maldini                           |  | 1932            | 2016          | Italia                            | calciatore, allenatore del Milan. |
| Enrico Malerba                           |  | 1893            | 1959          | Italia                            | calciatore, portiere con una presenza nel Milan. |
| Luigi Mangiagalli                        |  | 1850            | 1928          | Italia                            | medico ginecologo e ostetrico, politico; consigliere comunale, deputato e senatore del Regno, sindaco di Milano; fondatore dell'Università degli Studi di Milano e suo primo rettore; iscritto al Famedio. |
| Edoardo Mangiarotti                      |  | 1919            | 2012          | Italia                            | schermidore 13 volte campione del mondo, giornalista sportivo, allenatore e dirigente sportivo, l'atleta italiano più medagliato nella storia delle Olimpiadi; iscritto al Famedio. |
| Giuseppe Mangiarotti                     |  | 1883            | 1970          | Italia                            | schermidore e allenatore. |
| Cesare Mangili                           |  | 1850            | 1917          | Italia                            | imprenditore di spedizioni e trasporti, dirigente e amministratore di aziende, banchiere, consigliere comunale, presidente dell'Esposizione Internazionale del 1906, senatore del Regno. |
| Enrico Mangili                           |  | 1840            | 1895          | Italia                            | imprenditore tessile, mecenate e filantropo, inventore dei coriandoli. |
| Innocente Mangili                        |  |                 | 1897          | Italia                            | imprenditore di spedizioni e trasporti. |
| Vico Mantegazza                          |  | 1856            | 1934          | Italia                            | giornalista, scrittore, reporter. |
| Sergio Mantovani                         |  | 1928            | 2001          | Italia                            | pilota automobilistico. |
| Alessandro Manzoni                       |  | 1785            | 1873          | Italia                            | poeta, scrittore, drammaturgo e politico, senatore del Regno, padre della lingua italiana moderna; tumulato in un sarcofago al centro del Famedio. |
| Luigi Manzotti                           |  | 1835            | 1905          | Italia                            | ballerino, mimo e coreografo. |
| Ercole Marelli                           |  | 1867            | 1922          | Italia                            | meccanico e imprenditore, fondatore di Magneti Marelli; iscritto al Famedio. |
| Filippo Tommaso Marinetti                |  | 1876            | 1944          | Italia                            | giornalista, poeta, scrittore e militare, fondatore del Futurismo; varie medaglie e onorificenze al valor militare; iscritto al Famedio. |
| Antonio Maspes                           |  | 1932            | 2000          | Italia                            | ciclista su pista sette volte campione del mondo e dirigente sportivo, tumulato nella cripta del Famedio. |
| Adolfo Matarelli                         |  | 1832            | 1887          | Italia                            | disegnatore umoristico. |
| Alberto Matarelli                        |  | 1875            | 1958          | Italia                            | editore; comproprietario con Riccardo Sonzogno della casa editrice Sonzogno; alla morte del socio ne è proprietario unico. |
| Achille Mauri                            |  | 1806            | 1883          | Italia                            | scrittore, politico, patriota e senatore del Regno; tumulato nella Cripta del Famedio; iscritto al Famedio. |
| Piero Mazzarella                         |  | 1928            | 2013          | Italia                            | attore della tradizione milanese. |
| Ettorina Mazzucchelli                    |  | 1896            | 1950          | Italia                            | ballerina, prima ballerina del Teatro alla Scala e del Teatro San Carlo di Napoli, direttrice della Scuola di ballo del Teatro alla Scala. |
| Giuseppe Meazza                          |  | 1910            | 1979          | Italia                            | calciatore e allenatore, tumulato nella cripta del Famedio. |
| Umberto Meazza                           |  | 1880            | 1926          | Italia                            | commerciante vinicolo, calciatore e arbitro, fondatore e primo presidente dell'Associazione Italiana Arbitri (1911); membro della commissione tecnica della Nazionale italiana di calcio. |
| Giovanni Battista Melzi                  |  | 1844            | 1911          | Italia                            | linguista, traduttore, manualista, enciclopedista, vocabolarista, a suo nome è stato edito il Dizionario enciclopedico Melzi. |
| Giuseppe Mengoni                         |  | 1829            | 1877          | Italia                            | ingegnere e architetto, progetta la Galleria Vittorio Emanuele II; iscritto al Famedio. |
| Daria Menicanti                          |  | 1914            | 1995          | Italia                            | poetessa e traduttrice. |
| Franco Mentana                           |  | 1923            | 1997          | Italia                            | giornalista sportivo. |
| Bartolomeo Merelli                       |  | 1794            | 1879          | Italia                            | impresario teatrale, per molti anni attivo presso il Teatro alla Scala; lancia Giuseppe Verdi. |
| Alda Merini                              |  | 1931            | 2009          | Italia                            | poetessa e scrittrice, tumulata nella cripta del Famedio. |
| Lina Merlin                              |  | 1887            | 1979          | Italia                            | insegnante, partigiana, giornalista, attivista, politica, deputata membro dell'Assemblea Costituente; deputata e senatrice della Repubblica; ceneri tumulate nella cripta del Famedio. |
| Francesco Messina                        |  | 1900            | 1995          | Italia                            | scultore, direttore della Pinacoteca di Brera; iscritto al Famedio. |
| Giuseppe Missori                         |  | 1829            | 1911          | Italia                            | militare, patriota, garibaldino, consigliere comunale, celebre per aver salvato la vita a Giuseppe Garibaldi a Milazzo; ossa esumate tumulate nella cripta del Famedio; Medaglia d'oro al valor militare. |
| Ettore Molinari                          |  | 1867            | 1926          | Italia                            | chimico, enologo, attivista anarchico, giornalista. |
| Henry Molinari                           |  | 1894            | 1958          | Italia                            | calciatore (portiere), ingegnere industriale e chimico, politico e attivista anarchico; deputato membro della Consulta Nazionale. |
| Luigi Molinari                           |  | 1866            | 1918          | Italia                            | avvocato, pedagogista, giurista, sindacalista e attivista anarchico; autore del testo dell'Inno della rivolta, poi musicato da anonimo, divenuto fra i più celebri canti anarchici. |
| Giuseppe Molteni                         |  | 1800            | 1867          | Italia                            | restauratore, pittore, ritrattista, "conservatore" e successivamente direttore della Pinacoteca di Brera. |
| Arnoldo Mondadori                        |  | 1889            | 1971          | Italia                            | tipografo ed editore, fondatore di Arnoldo Mondadori Editore; iscritto al Famedio. |
| Cristina Mondadori                       |  | 1934            | 2015          | Italia                            | cardiologa e psichiatra infantile, dirigente e successivamente anche comproprietaria della casa editrice. |
| Giorgio Mondadori                        |  | 1917            | 2009          | Italia                            | dirigente e successivamente anche comproprietario e presidente della casa editrice, e presidente dell'Hellas Verona; estromesso dalla casa editrice dalle sorelle, diviene editore in proprio; iscritto al Famedio. |
| Mimma Mondadori                          |  | 1924            | 1991          | Italia                            | gallerista, successivamente comproprietaria e dirigente della casa editrice. |
| Leonardo Mondadori                       |  | 1946            | 2002          | Italia                            | dirigente della casa editrice, presidente e amministratore delegato di Rete 4, editore con la sua casa editrice Leonardo, presidente della nuova Mondadori berlusconiana, dirigente Einaudi; iscritto al Famedio. |
| Marco Mondadori                          |  | 1945            | 1999          | Italia                            | filosofo della scienza. |
| Giuseppe Mongeri                         |  | 1812            | 1888          | Italia                            | critico e storico d'arte, presidente dell'Accademia di Brera. |
| Angelo Montegani                         |  | 1891            | 1955          | Italia                            | scultore. |
| Lodovico Montegani                       |  | 1896            | 1923          | Italia                            | aviatore e attivista. |
| Giovanni Battista Monteggia              |  | 1762            | 1815          | Italia                            | medico, chirurgo e docente italiano; cripta del Famedio. |
| Manlio Morgagni                          |  | 1879            | 1943          | Italia                            | giornalista, sindacalista, attivista e politico, consigliere comunale. |
| Tullo Morgagni                           |  | 1881            | 1919          | Italia                            | giornalista. |
| Gianfranco Moroldo                       |  | 1927            | 2001          | Italia                            | fotoreporter di importanti scenari nazionali e internazionali, spesso con Oriana Fallaci. |
| Giovanni Mosca                           |  | 1908            | 1983          | Italia                            | giornalista, vignettista, caricaturista, traduttore, scrittore. |
| Paolo Mosca                              |  | 1943            | 2014          | Italia                            | cantante, giornalista, conduttore televisivo e scrittore. |
| Angelo Motta                             |  | 1890            | 1957          | Italia                            | pasticciere e imprenditore alimentare, creatore del Panettone Motta; iscritto al Famedio. |
| Giacinto Motta                           |  | 1870            | 1943          | Italia                            | ingegnere, imprenditore e dirigente d'azienda; iscritto al Famedio. |
| Luigi Motta                              |  | 1881            | 1955          | Italia                            | scrittore, commediografo e giornalista . |
| Bruno Munari                             |  | 1907            | 1998          | Italia                            | designer, artista e scrittore; una delle sette personalità ad essere tumulate nel Famedio. |
| Giulio Mylius                            |  | 1835            | 1914          | Italia                            | imprenditore tessile e alimentare, banchiere privato; pionieristico promotore della cremazione. |
| Amedeo Natoli                            |  | 1888            | 1953          | Italia                            | finanziere, imprenditore delle assicurazioni e filantropo. |
| Cesare Nava                              |  | 1861            | 1933          | Italia                            | ingegnere, architetto, giornalista e banchiere; amministratore del Banco Ambrosiano, presidente della Veneranda Fabbrica del Duomo e del Comitato Esecutivo della Fiera; politico, consigliere comunale e provinciale, senatore del Regno, sottosegretario e ministro del Fascismo; filantropo.                                 |
| Neera (Anna Radius Zuccari)              |  | 1846            | 1918          | Italia                            | scrittrice, ossa esumate tumulate nella cripta del Famedio. |
| Gastone Nencioni                         |  | 1910            | 1985          | Italia                            | avvocato penalista, consigliere comunale e senatore della Repubblica, capogruppo del MSI al Senato. |
| Marcello Nizzoli                         |  | 1887            | 1969          | Italia                            | pittore, decoratore, scenografo, cartellonista, architetto, grafico e designer, sono suoi numerosi oggetti simbolo del boom del dopoguerra, come la Lettera 22 per la Olivetti; ossa esumate tumulate nel Civico mausoleo Garbin.                                                                                               |
| Noè Noè.                                 |  |                 | 1878          | Italia                            | ultimo sindaco del Comune dei Corpi Santi di Milano, poi consigliere comunale di Milano. |
| Bob Noorda                               |  | 1927            | 2010          | Paesi Bassi / Italia              | designer e grafico, sua la grafica segnaletica della Metropolitana Milanese, oltre a numerosi e popolari loghi e marchi; tumulato nella cripta del Famedio. |
| Enrico Noseda                            |  | 1842            | 1931          | Italia                            | fotografo. |
| Gustavo Adolfo Noseda                    |  | 1837            | 1866          | Italia                            | compositore e collezionista di manoscritti e stampe musicali, il Fondo Noseda è ora presso il Conservatorio Giuseppe Verdi; morto il 27 gennaio 1866 e traslato dal dismesso cimitero di Porta Magenta, è la prima persona ad essere tumulata al Monumentale, il giorno stesso della sua inaugurazione, il 2 novembre 1866.     |
| Magda Olivero                            |  | 1910            | 2014          | Italia                            | soprano; tumulata nella cripta del Famedio. |
| Angelina Ortolani                        |  | 1834            | 1913          | Italia                            | soprano. |
| Gaetano Osculati                         |  | 1808            | 1894          | Italia                            | esploratore, cartografo e botanico. |
| Wanda Osiris                             |  | 1905            | 1994          | Italia                            | attrice, cantante e soubrette, regina della rivista. |
| Mario Palanti                            |  | 1885            | 1978          | Italia                            | architetto, tumulato nel Civico Mausoleo Palanti. |
| Fernando Palazzi                         |  | 1884            | 1962          | Italia                            | magistrato, giornalista, critico letterario, scrittore, traduttore, direttore editoriale. |
| Renzo Palmer                             |  | 1929            | 1988          | Italia                            | attore, doppiatore, conduttore radiofonico e televisivo. |
| Gino Palumbo                             |  | 1921            | 1987          | Italia                            | giornalista sportivo e direttore de La Gazzetta dello Sport. |
| Franco Parenti                           |  | 1921            | 1989          | Italia                            | attore e regista. |
| Aldo Panzeri                             |  | ?               | 1959          | Italia                            | arbitro di calcio e dirigente dell'Associazione Italiana Arbitri. |
| Giulio Cesare Paribeni                   |  | 1881            | 1964          | Italia                            | compositore e studioso musicale. |
| Tancredi Pasero                          |  | 1893            | 1983          | Italia                            | basso, ceneri tumulate nella cripta del Famedio. |
| Alberto Pepere                           |  | 1873            | 1940          | Italia                            | medico anatomopatologo e rettore dell'Università degli Studi di Milano. |
| Felice Perussia                          |  | 1885            | 1959          | Italia                            | medico chirurgo e radiologo, pioniere della radiologia in Italia, titolare della prima cattedra di radiologia in Italia, rettore dell'Università degli Studi di Milano, presidente della Società Italiana di Cancerologia. |
| Leon Augusto Perussia                    |  | 1855            | 1915          | Italia                            | giornalista, romanziere, curatore, editore, imprenditore, attivista. |
| Giovanni Pesce                           |  | 1918            | 2007          | Italia                            | minatore, attivista e sindacalista, partigiano in Spagna e Italia, Medaglia d'oro al valor militare; ceneri tumulate nella Cripta del Famedio assieme a quelle della moglie Onorina Brambilla. |
| Giovanni Pettenella                      |  | 1943            | 2010          | Italia                            | ciclista su pista, oro olimpico; poi tecnico ciclistico; tumulato nella cripta del Famedio. |
| Giovanni Battista Piatti                 |  | 1812            | 1867          | Italia                            | ingegnere, inventore della perforatrice ad aria compressa, precursore del martello pneumatico, usata nei lavori per il Traforo ferroviario del Frejus. |
| Francesco Maria Piave                    |  | 1810            | 1876          | Italia                            | poeta e librettista, sue le parole di Rigoletto e La traviata, ossa esumate tumulate nella cripta del Famedio. |
| Piera Pieroni                            |  |                 | 1974          | Italia                            | pubblicitaria e giornalista di architettura, arredamento e design; fondatrice e direttrice della rivista Casa Novità, che presto diventa Abitare. |
| Andrea G. Pinketts                       |  | 1961            | 2018          | Italia                            | scrittore e giornalista. |
| Gaetano Pini                             |  | 1846            | 1887          | Italia                            | medico e massone, filantropo, pionieristico promotore della cremazione e primo segretario della Società per la cremazione. |
| Luigi Piotti                             |  | 1913            | 1971          | Italia                            | imprenditore e pilota automobilistico. |
| Giovanni Battista Pirelli                |  | 1848            | 1932          | Italia                            | ingegnere industriale, imprenditore e senatore del Regno; iscritto al Famedio. |
| Luigi Israele Pisa                       |  | 1813            | 1895          | Italia                            | banchiere privato. |
| Ferdinando Pistorius                     |  |                 | 1884          | Confederazione germanica / Italia | ingegnere e imprenditore, attivo nell'importazione di macchine agricole e nel commercio di locomotive tranviarie. |
| Andrea Pizzala                           |  | 1798            | 1862          | Italia                            | architetto. |
| Giuseppina Pizzigoni                     |  | 1870            | 1947          | Italia                            | insegnante e pedagogista. |
| Emilio Polli                             |  | 1901            | 1983          | Italia                            | nuotatore, imprenditore alimentare e nutrizionista. |
| Vincenzo Polli                           |  | 1965            | 2002          | Italia                            | imprenditore e dirigente tessile, pilota motonautico, tumulato nell'Edicola Weber. |
| Amilcare Ponchielli                      |  | 1834            | 1886          | Italia                            | compositore, tumulato nella cripta del Famedio. |
| Gio Ponti                                |  | 1891            | 1979          | Italia                            | architetto e designer; iscritto al Famedio. |
| Piero Portaluppi                         |  | 1888            | 1967          | Italia                            | architetto; iscritto al Famedio. |
| Francesco Pozza                          |  | 1855            | 1921          | Italia                            | giornalista, umorista e poeta dialettale milanese; cofondatore, col fratello e Carlo Borghi, de Il Guerrin Meschino; esponente della Scapigliatura. |
| Giovanni Pozza                           |  | 1852            | 1914          | Italia                            | giornalista, critico teatrale e musicale (soprattutto del Corriere della Sera), traduttore, poeta dialettale milanese, librettista, commediografo, umorista; principale ideatore, e cofondatore col fratello e Carlo Borghi de Il Guerrin Meschino; tra i massimi esponenti della Scapigliatura.                                |
| Giuseppe Pozzone                         |  | 1792            | 1841          | Regno Lombardo-Veneto             | abate, letterato e poeta, tumulato nella cripta del Famedio. |
| Ferdinando Pratesi                       |  | 1831            | 1879          | Italia                            | ballerino e coreografo. |
| Attilio Prevost                          |  | 1890            | 1954          | Italia                            | Pioniere della cinematografia italiana, foto-cine operatore del Regio Esercito durante la prima guerra mondiale e Croce di guerra al valor militare. Alla fine degli anni Venti realizzò la prima la moviola orizzontale per il montaggio cinematografico.                                                                      |
| Egidio Priora                            |  |                 | 1855          | Regno Lombardo-Veneto             | primo ballerino e coreografo. |
| Emilio Quadrelli                         |  | 1863            | 1925          | Italia                            | scultore. |
| Salvatore Quasimodo                      |  | 1901            | 1968          | Italia                            | Premio Nobel per la letteratura, una delle sette personalità ad essere tumulate nel Famedio. |
| Ferruccio Quintavalle                    |  | 1914            | 1998          | Italia                            | tennista e ingegnere, direttore generale della Bianchi e fondatore di Autobianchi. |
| Giovanni Raboni                          |  | 1932            | 2004          | Italia                            | poeta e scrittore, tumulato nella cripta del Famedio. |
| Ausano Ramazzotti                        |  | 1791            | 1866          | Italia                            | farmacista, distillatore e imprenditore, creatore dell'Amaro Ramazzotti. |
| Franca Rame                              |  | 1929            | 2013          | Italia                            | attrice e commediografa, attivista e politica, senatrice della Repubblica, tumulata nella cripta del Famedio. |
| Giovanni Rampazzini                      |  | 1835            | 1902          | Italia                            | violinista e concertista, componente del Trio milanese. |
| Camillo Rapetti                          |  | 1859            | 1929          | Italia                            | pittore e decoratore. |
| Carlo Rasini                             |  | 1921            | 2000          | Italia                            | banchiere privato, fondatore della Banca Rasini. |
| Achille Rastelli                         |  | 1944            | 2012          | Italia                            | bancario e storico militare; autore di contributi fondamentali sulla Strage di Gorla. |
| Alessandrina Ravizza                     |  | 1846            | 1915          | Italia                            | filantropa, emancipazionista e femminista; iscritta al Famedio. |
| Nella Regini.                            |  |                 | 1963          | Italia                            | attrice e cantante, regina della rivista. |
| Luigi Ricci-Stolz                        |  | 1852            | 1906          | Italia                            | compositore. |
| Hugo Rietmann                            |  | 1886            | 1959          | Italia / Svizzera                 | Imprenditore tessile fra i fondatori dell'Internazionale Milano, arbitro di calcio (fra i fondatori dell'AIA) e calciatore con due presenze nel Milan |
| Franco Rilke.                            |  | 1929            | 2009          | Italia                            | medico e ricercatore anatomopatologo e oncologo, vicedirettore e in seguito direttore dell'Istituto Nazionale dei Tumori, e presidente della Società Italiana di Cancerologia. |
| Alceo Riosa                              |  | 1939            | 2011          | Italia                            | storico e giornalista, ceneri tumulate nella cripta del Famedio. |
| Giuseppe Rizzi                           |  | 1886            | 1960          | Italia                            | commerciante di pellami specialmente in Russia e calciatore di Milan e Inter. |
| Andrea Rizzoli                           |  | 1914            | 1983          | Italia                            | dirigente e proprietario della casa editrice e delle produzioni cinematografiche; imprenditore, presidente del Milan, fa costruire Milanello; proprietario del Corriere della Sera. |
| Angelo Rizzoli                           |  | 1889            | 1970          | Italia                            | tipografo, editore e produttore cinematografico; fondatore del gruppo Rizzoli; iscritto al Famedio. |
| Angelo Rizzoli                           |  | 1943            | 2013          | Italia                            | dirigente e successivamente proprietario della casa editrice e del Corriere della Sera; produttore cinematografico e televisivo, imprenditore. |
| Alberto Rizzoli                          |  | 1945            | 2019          | Italia                            | imprenditore e editore della casa editrice. |
| Giuseppina Rizzoli Carraro               |  | 1916            | 2005          | Italia                            | proprietaria in minoranza delle aziende Rizzoli e filantropa. |
| Baldo Rossi                              |  | 1868            | 1932          | Italia                            | medico chirurgo, tra i promotori degli ospedali chirurgici mobili, Medaglia d'argento al Valor Militare; deputato e senatore del Regno. |
| Luigi Rossi                              |  | 1852            | 1911          | Italia                            | avvocato e politico; consigliere comunale e provinciale, senatore del Regno. |
| Medardo Rosso                            |  | 1858            | 1928          | Italia                            | scultore; iscritto al Famedio. |
| Giuseppe Rovani                          |  | 1818            | 1874          | Italia                            | istitutore presso nobili famiglie, impiegato presso la Biblioteca Nazionale Braidense, giornalista e scrittore; tumulato nella cripta del Famedio. |
| Antonio Rovescalli                       |  | 1864            | 1936          | Italia                            | pittore, scenografo e decoratore, esponente della Scapigliatura. |
| Titta Ruffo                              |  | 1877            | 1953          | Italia                            | baritono. |
| Ruggero Ruggeri                          |  | 1871            | 1953          | Italia                            | attore. |
| Leopoldo Sabbatini                       |  | 1861            | 1914          | Italia                            | avvocato, filantropo, segretario della Camera di commercio di Milano, rettore dell'Università commerciale Luigi Bocconi. |
| Piero Sacerdoti                          |  | 1905            | 1966          | Italia                            | dirigente assicurativo. |
| Paolo Sala                               |  | 1859            | 1924          | Italia                            | pittore e illustratore. |
| Roberto Sambonet                         |  | 1924            | 1995          | Italia                            | pittore, architetto e designer. |
| Consalvo Sanesi                          |  | 1911            | 1998          | Italia                            | meccanico, collaudatore, co-pilota/meccanico e pilota automobilistico per l'Alfa Romeo e il suo reparto corse. |
| Roberto Sanesi                           |  | 1930            | 2001          | Italia                            | giornalista, critico d'arte e letterario, scrittore, poeta, traduttore, curatore, editore. |
| Milla Sannoner                           |  | 1938            | 2003          | Italia                            | attrice, tumulata nella cripta del Famedio. |
| Alessandro Sanquirico                    |  | 1777            | 1849          | Regno Lombardo-Veneto             | architetto, pittore, scenografo e decoratore. |
| Cesare Sarfatti                          |  | 1866            | 1924          | Italia                            | avvocato penalista, attivista, giornalista, politico e politologo, deputato del Regno. |
| Carlo Saronio                            |  | 1941            | 1975          | Italia                            | ingegnere e ricercatore figlio di Piero, vittima di un rapimento negli Anni di piombo, in cui rimane ucciso; uno dei suoi rapitori lo fa ritrovare nel 1979. |
| Piero Saronio                            |  | 1886            | 1968          | Italia                            | chimico e imprenditore nella produzione di coloranti; si espande al settore farmaceutico e agricolo. |
| Giulio Sarti                             |  | 1798            | 1866          | Italia                            | ingegnere ferroviario, progetta la Ferrovia Milano-Monza. |
| Gaetano Savallo                          |  | 1827            | 1893          | Italia                            | scrittore, autore di popolari guide di Milano e sobborghi. |
| Giovanni Scheiwiller                     |  | 1858            | 1904          | Italia                            | dirigente della casa editrice Hoepli. |
| Giovanni Scheiwiller                     |  | 1889            | 1965          | Italia                            | libraio, dirigente della casa editrice Hoepli, poi editore, storico e critico d'arte. |
| Giovanni Virginio Schiaparelli           |  | 1835            | 1910          | Italia                            | astronomo, direttore dell'Osservatorio astronomico di Brera; tumulato nella Cripta del Famedio; iscritto al Famedio. |
| Rosa Chiarina Scolari                    |  | 1882            | 1949          | Italia                            | superiora generale dell'Istituto della Riparazione, collaboratrice con la Resistenza. |
| Luigi Scrosati                           |  | 1814            | 1869          | Italia                            | pittore e decoratore, esponente della Scapigliatura. |
| Cesare Segre                             |  | 1928            | 2014          | Italia                            | filologo, semiologo e studioso di lingua e letteratura italiana. |
| Ezio Selva                               |  | 1902            | 1957          | Italia                            | pilota motonautico, due volte campione del mondo. |
| Werther Sever                            |  |                 | 1940          | Italia                            | scultore. |
| Scipione Sighele                         |  | 1806            | 1884          | Italia                            | magistrato e senatore del Regno. |
| Renato Simoni                            |  | 1875            | 1952          | Italia                            | giornalista, critico teatrale e musicale (soprattutto del Corriere della Sera), commediografo, sceneggiatore cinematografico; tumulato nella cripta del Famedio. |
| Michele Sindona                          |  | 1920            | 1986          | Italia                            | faccendiere, avvocato, imprenditore, banchiere privato con la Banca Privata Finanziaria; mandante dell'omicidio di Giorgio Ambrosoli. |
| Carlo Sirtori                            |  | 1912            | 1998          | Italia                            | medico e ricercatore anatomopatologo e oncologo all'Istituto Nazionale dei Tumori e, da direttore scientifico, all'Istituto Gaslini di Genova; presidente della Fondazione Carlo Erba, giornalista medico, attivista e divulgatore; candidato al Premio Nobel per la medicina; iscritto al Famedio.                             |
| Temistocle Solera                        |  | 1815            | 1878          | Italia                            | scrittore, compositore, poeta e librettista, sue le parole del Nabucco. |
| Emilio Sommariva                         |  | 1883            | 1956          | Italia                            | fotografo e pittore. |
| Giuditta Sommaruga                       |  | 1875            | 1964          | Italia                            | filantropa. |
| Giovanni Sottocornola                    |  | 1855            | 1917          | Italia                            | pittore e restauratore. |
| Giuseppe Speluzzi                        |  | 1827            | 1890          | Italia                            | fonditore e proprietario di fonderia artistica, nonché decoratore ed ebanista. |
| Romolo Squadrelli                        |  | 1871            | 1941          | Italia                            | architetto. |
| Ulisse Stacchini                         |  | 1871            | 1947          | Italia                            | ingegnere e architetto, progetta la Stazione Centrale e lo Stadio di San Siro; iscritto al Famedio. |
| Bruno Sterzi                             |  | 1922            | 1980          | Italia                            | imprenditore e pilota automobilistico. |
| Mirko Stocchetto                         |  | 1931            | 2016          | Italia                            | barman proprietario del Bar Basso. |
| Teresa Stolz                             |  | 1834            | 1902          | Impero austriaco / Italia         | soprano, la favorita di Giuseppe Verdi. |
| Rosina Storchio                          |  | 1872            | 1945          | Italia                            | soprano, la prima Madama Butterfly. |
| Giovannina Strazza                       |  | 1814            | 1894          | Italia                            | tipografa ed editrice musicale. |
| Nanni Svampa                             |  | 1938            | 2017          | Italia                            | musicista. |
| Mario Talamona                           |  | 1931            | 2006          | Italia                            | economista e dirigente di aziende, tumulato nella cripta del Famedio. |
| Virgilio Talli                           |  | 1858            | 1928          | Italia                            | attore, regista e impresario teatrale. |
| Cesare Tallone                           |  | 1853            | 1919          | Italia                            | pittore. |
| Antonio Tantardini                       |  | 1829            | 1879          | Italia                            | scultore, ossa esumate tumulate nella cripta del Famedio. |
| Silvio Tanzi                             |  | 1879            | 1909          | Italia                            | compositore e critico musicale; fratello suicida della futura moglie di Eugenio Montale. |
| Giulio Tarra                             |  | 1832            | 1889          | Italia                            | sacerdote, pedagogista e scrittore, primo rettore del Pio istituto per sordomuti poveri della Provincia di Milano, tumulato nella cripta del Famedio. |
| Carlo Tenca                              |  | 1816            | 1883          | Italia                            | giornalista, poeta, patriota e politico, deputato del Regno; tumulato nella cripta del Famedio. |
| Giuseppe Tencalla                        |  | 1814            | 1892          | Svizzera / Italia                 | pittore, scenografo e decoratore. |
| Luigi Tenenti                            |  |                 | 1899          | Italia                            | ingegnere, affiancato all'architetto Luca Beltrami lavora ai progetti della Sinagoga centrale di Milano e del Palazzo delle Assicurazioni Generali. |
| Delio Tessa                              |  | 1886            | 1939          | Italia                            | giudice e avvocato, poeta dialettale milanese e scrittore, tumulato nella cripta del Famedio. |
| Genova Giovanni Thaon di Revel           |  | 1817            | 1910          | Italia                            | militare, patriota, politico e diplomatico; deputato, Medaglia d'oro al valor militare; commissario del Re, organizza il Plebiscito del Veneto del 1866, che sancisce il passaggio della regione Veneto all'Italia. |
| Mario Tiberini                           |  | 1826            | 1880          | Italia                            | tenore. |
| Carlo Tognoli                            |  | 1938            | 2021          | Italia                            | politico, giornalista e sindaco di Milano; iscritto al famedio. |
| Enzo Tortora                             |  | 1928            | 1988          | Italia                            | giornalista e conduttore di radio e televisione. |
| Arturo Toscanini                         |  | 1867            | 1957          | Italia                            | violoncellista e direttore d'orchestra; iscritto al Famedio. |
| Ernesto Treccani                         |  | 1920            | 2009          | Italia                            | pittore. |
| Giovanni Treccani                        |  | 1877            | 1961          | Italia                            | operaio e poi imprenditore tessile; mecenate, fondatore insieme a Giovanni Gentile dell'Istituto dell'Enciclopedia Italiana, ovvero "la Treccani"; senatore del Regno. |
| Filippo Turati                           |  | 1857            | 1932          | Italia                            | avvocato, giornalista, attivista, sindacalista, politico, deputato del Regno, principale fondatore ed esponente del Partito Socialista Italiano. |
| Guido Ucelli                             |  | 1885            | 1964          | Italia                            | ingegnere, dirigente d’azienda e mecenate. |
| Giulio Cesare Uccellini                  |  | 1904            | 1957          | Italia                            | scout e partigiano, quando gli scout vengono sciolti e messi fuori legge dal Fascismo fonda l'organizzazione scoutistica clandestina Aquile randagie. |
| Alessandro Vaia                          |  | 1907            | 1991          | Italia                            | militare, partigiano in Spagna, Francia e Italia, sindacalista, politico, attivista, consigliere provinciale; Medaglia d'argento al Valor Militare; iscritto al Famedio. |
| Walter Valdi                             |  | 1930            | 2003          | Italia                            | avvocato, cantautore, attore, commediografo, cantastorie della tradizione milanese; iscritto al Famedio. |
| Paolo Valera                             |  | 1850            | 1926          | Italia                            | garibaldino, giornalista, attivista e scrittore. |
| Guido Valerio                            |  | 1876            | 1943          | Italia                            | calciatore e dirigente sportivo, fra i fondatori del Milan. |
| Leo Valiani                              |  | 1909            | 1999          | Austria-Ungheria / Italia         | impiegato di banca, giornalista, partigiano in Spagna e Italia, deputato membro della Consulta Nazionale e dell'Assemblea Costituente, politologo e storico; politico, deputato e poi senatore a vita della Repubblica; una delle sette personalità ad essere tumulate nel Famedio.                                             |
| Antonio Vallardi                         |  | 1813            | 1876          | Italia                            | editore. |
| Pietro Valpreda                          |  | 1933            | 2002          | Italia                            | artigiano, ballerino di rivista, attivista anarchico, noto per il suo coinvolgimento nel procedimento giudiziario per la strage di Piazza Fontana; diviene poi poeta e scrittore. |
| Felice Varesi                            |  | 1813            | 1889          | Italia                            | baritono, il primo Rigoletto. |
| Stella Vecchio                           |  | 1921            | 2011          | Italia                            | sindacalista, partigiana, politica, attivista, deputata della Repubblica; iscritta al Famedio. |
| Michele Vedani                           |  | 1874            | 1969          | Italia                            | scultore. |
| Carlo Veneziani                          |  | 1882            | 1950          | Italia                            | giornalista, commediografo e sceneggiatore cinematografico e radiofonico. |
| Felice Venosta                           |  | 1828            | 1889          | Italia                            | patriota, militare, storico, traduttore, scrittore. |
| Andrea Verga                             |  | 1811            | 1895          | Italia                            | medico, psichiatra e senatore del Regno, tumulato nella cripta del Famedio; iscritto al Famedio. |
| Giancarlo Vigorelli                      |  | 1913            | 2005          | Italia                            | giornalista, critico letterario e scrittore, tumulato nella cripta del Famedio. |
| Carlo Vincentelli                        |  | 1832            | 1902          | Italia                            | tenore e violinista. |
| Nina Vinchi Grassi                       |  | 1911            | 2009          | Italia                            | cofondatrice del Piccolo Teatro, e sua segretaria generale; ceneri tumulate nella cripta del Famedio. |
| Lina Volonghi                            |  | 1914            | 1991          | Italia                            | nuotatrice e attrice. |
| Adolfo Wildt                             |  | 1868            | 1931          | Italia                            | pittore e scultore; iscritto al Famedio. |
| Fernanda Wittgens                        |  | 1903            | 1957          | Italia                            | ispettrice e poi direttrice della Pinacoteca di Brera, e sovrintendente artistica; fa mettere in salvo opere d'arte dalla distruzione della guerra e fa espatriare ebrei; tumulata nel Civico Mausoleo Palanti. |